# Убрус (головний убір)
Убру́с (також обрус, плат, рантух, пінка, півка, завійка, рубець, ширінка, ширинка, пелена, оковит, рубова хустка, біл. убрус, зх.-пол. укр. старовіцька хустка, серпанок, рос. убрус, намётка, плат, платок; фата; ширинка, полотнище, полотенце) — архаїчний східнослов'янський головний убір чи частина головного убору одруженої жінки у вигляді рушника, як правило, білого кольору, багато прикрашеного вишивкою. Укладався навколо голови поверх підубрусника — м'якої шапочки, що закривала волосся, — і зав'язувався під підборіддям, заколювався шпильками чи його кінці вільно спускали на плечі. Іноді убрус притримували на голові обручем. Поверх убруса могли надягати хутряну шапку. У XVII—XVIII століттях відомий у Європейській Росії й Сибіру. У простих жінок убрус був полотняним, у знатних — шовковим. У XIX — на початку XX століття майже не зустрічався. Оксамитні убруси зберігалися в скринях українських селян аж до початку ХХ століття. На зміну убрусу прийшли очіпок і хустка.
У рушниковому уборі прикрасою виступають китиці й бахроми на кінцях і краях полотнищ. Начільна частина виділяється дорогоцінною вишивкою. Рушниковий убір вважається найбільш архаїчним.

## Етимологія
Слово убрус, обрус (д.-рус. убрусъ) походить від прасл. *ubrusъ, *obrusъ, що являє собою префіксальне утворення із префіксами o-, u- від кореня *brus-, який зберігся в староцерк.-слов. брысати («прибирати»), бръснѫти («стерти»), церк.-слов. брусити («гладити, точити»), пор. брус. На думку М. Фасмера, первісне значення — «рушник, утирач». Слова зі схожими значеннями є і в південнослов'янських і західнослов'янських мовах: староцерк.-слов. оуброусъ, болг. убрус («хустка, рушник»), сербохорв. у̀брус, словен. ubrȗs, чеськ. ubrus, словац. і пол. obrus.

## Опис

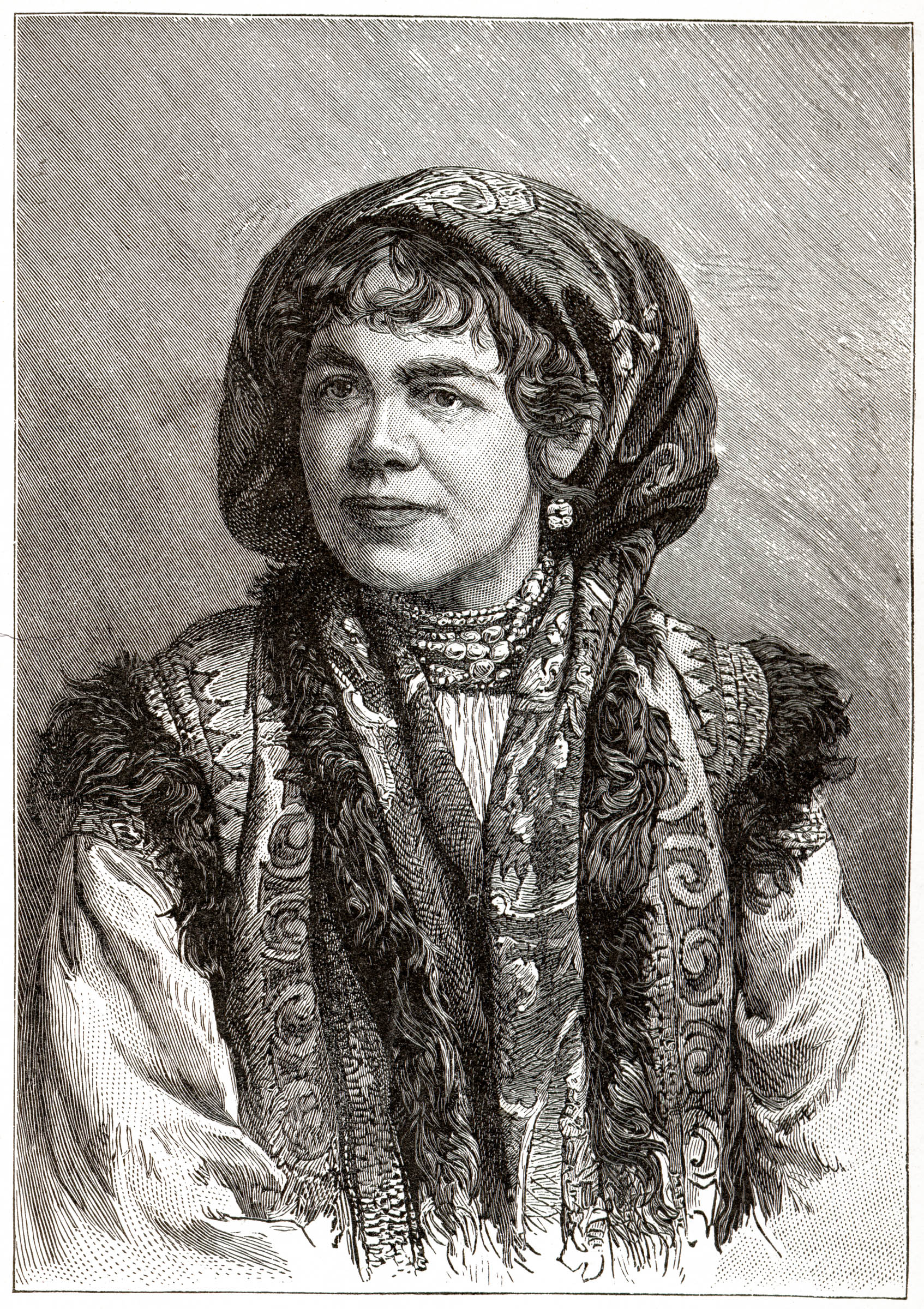
Гуцулка зі східних Карпат. 1900 р.

Опис убруса, зроблений Павлом Мельниковим-Печорським у 1881 році:
|  | Убрус — головний убір заміжніх жінок, зі шовкової тканини, переважно — тафти; кінці убруса (застінки), що висіли по боках голови, гаптувалися золотом і бували унизані перлами й маленькими дробницями (золоті дощечки). Оригінальний текст (рос.) [Убрус — головной убор замужних женщин, из шелковой ткани, большею частью — тафты; концы убруса (застенки), висевшие по сторонам головы, вышивались золотом и бывали унизаны жемчугами и маленькими дробницами (золотые дощечки). ] Помилка: [undefined] Помилка: {{Lang}}: немає тексту (допомога): текст вже має курсивний шрифт (допомога) |

Убрус являє собою прямокутне полотнище 2 метри в довжину й 40—50 см в ширину. Матеріал залежав від заможності власниці. Найбільш поширений варіант — прикрашене вишивкою чи облямівкою лляне полотно чи інша щільна тканина. Знатні жінки носили убрус з білого чи червоного полотна або парчі. Часто поверх нього надягалася маленька шапочка з декором з тканини чи хутра.
В «Українській малій енциклопедії» Є. Онацького убрус описується як головний убір на Волині з широкого полотна 1,5-2 м завдовжки, кінці якого вільно звисають на плечі.

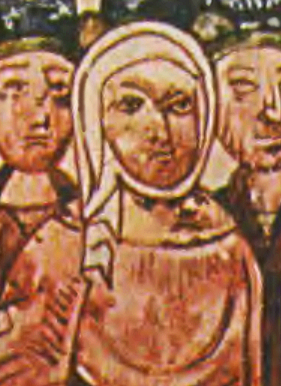
Убір подружжя Святослава на мініатюрі до Ізборника Святослава 1073 р.
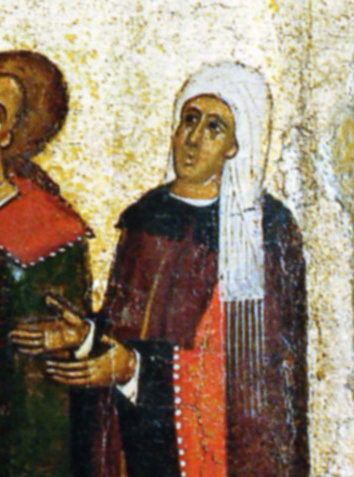
Убрус. Фрагмент иконы «Деісус і новгородці на молитві». XV століття
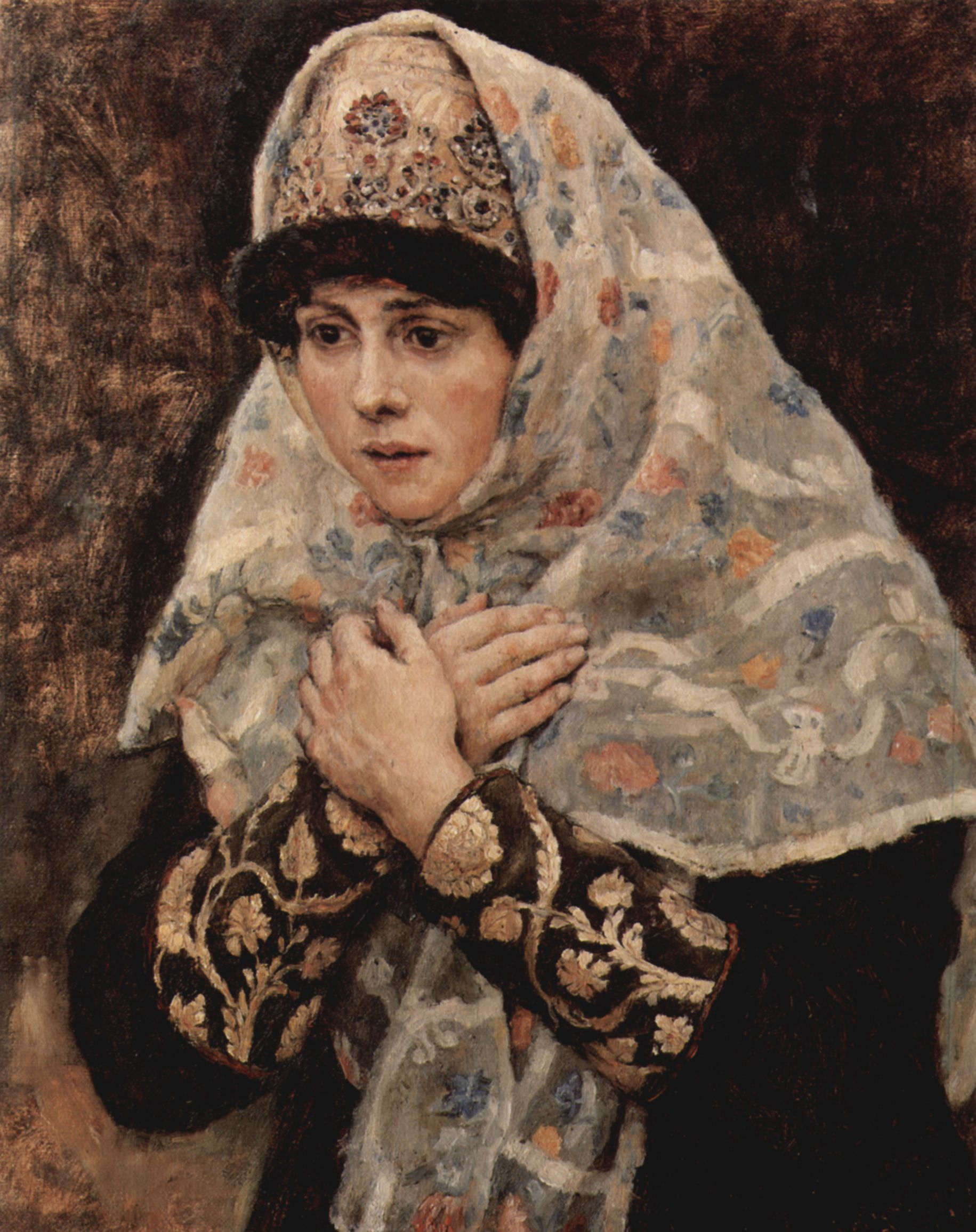
В. І. Суриков, етюд до картини «Бояриня Морозова». ДТГ
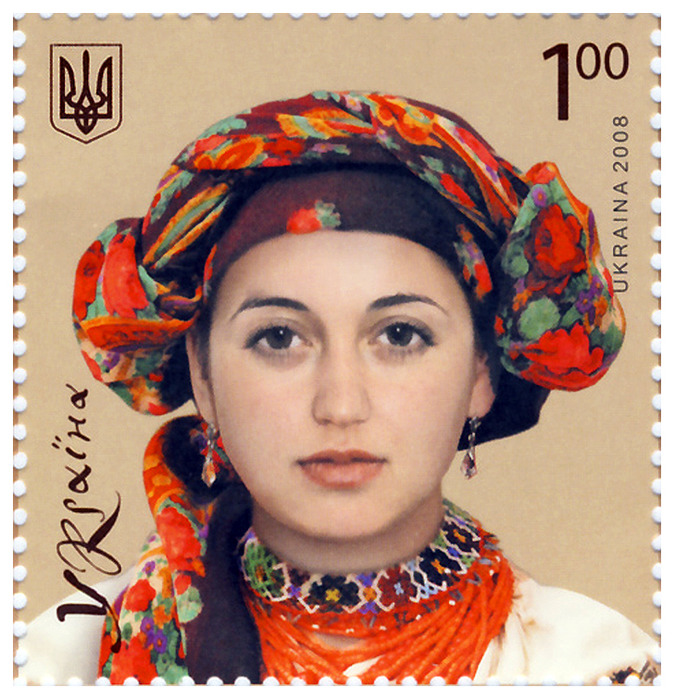
Традиційний жіночий головний убір гуцулів, Україна
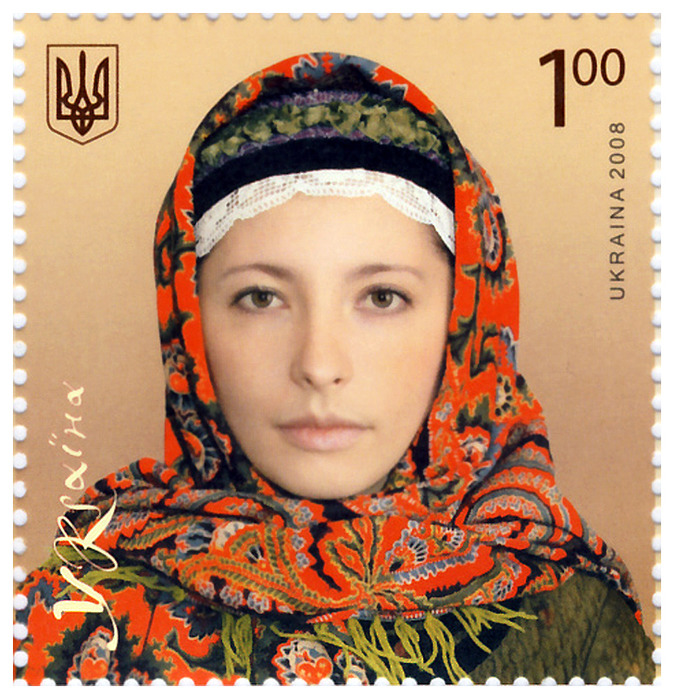
Традиційний жіночий головний убір Львівської області, Україна
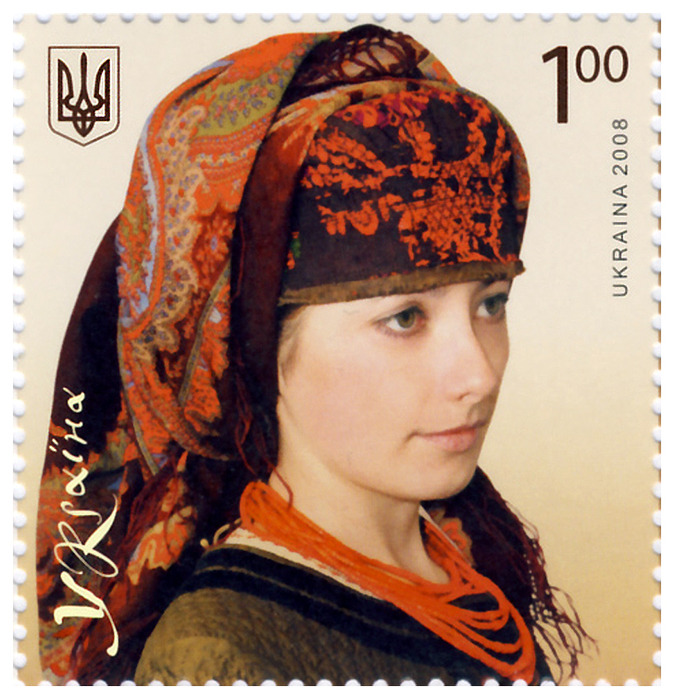
Традиційний жіночий головний убір Черкаської області, Україна
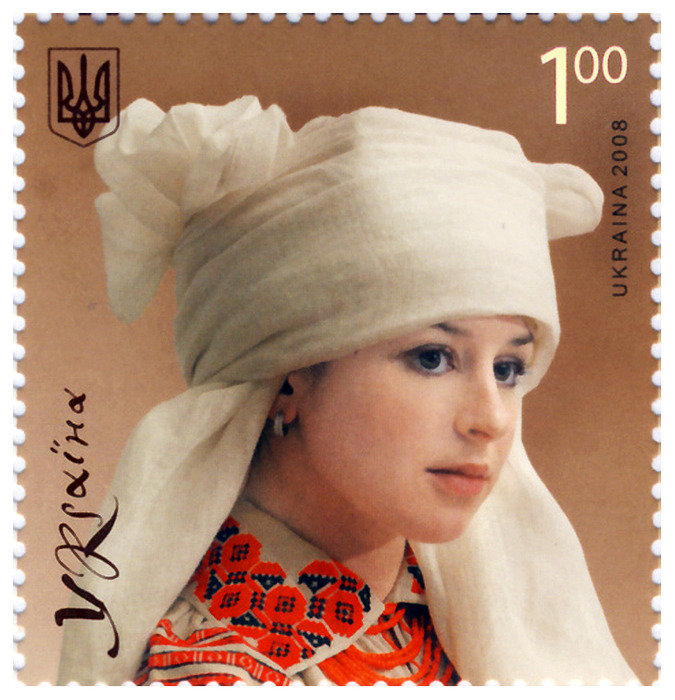
Традиційний жіночий головний убір Рівненської області, Україна
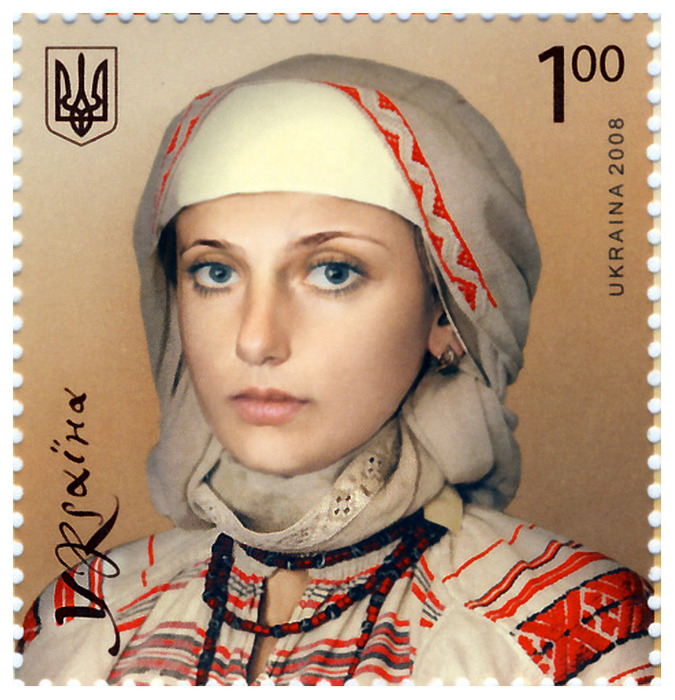
Традиційний жіночий головний убір Рівненської області, Україна
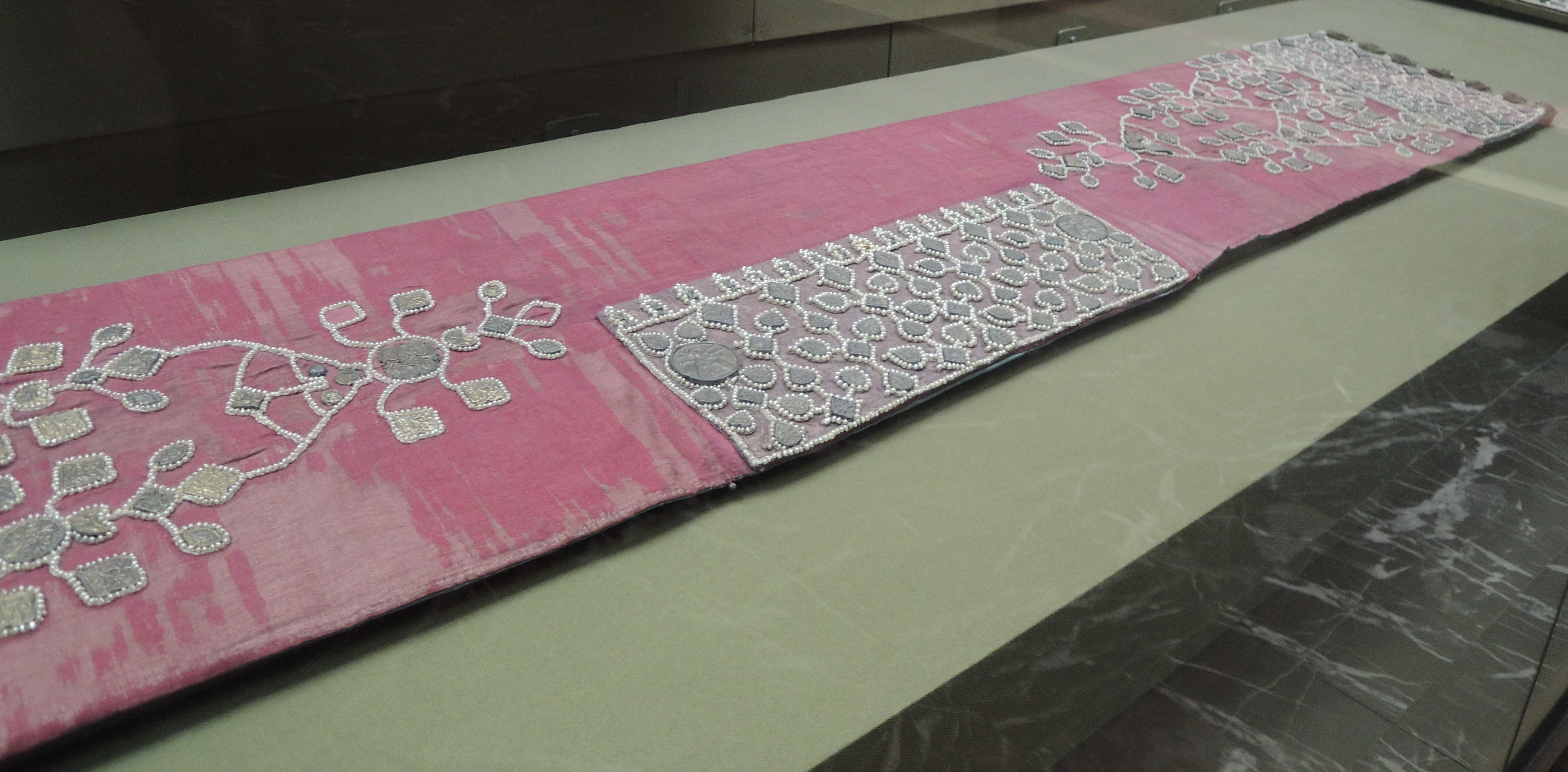
Убрус цариці. Середина XVI століття, шовк, перли, шиття; срібло, тиснення. ДТГ

## Способи пов'язування
Первісно одним кінцем тканини обв'язували голову й сколювали шпильками під підборіддям. Другий прикрашений край лягав на плече. Пізніше убрус набув трикутної форми, його кінці сколювалися під підборіддям і зав'язувалися невеликим вузлом на верхній частині голови, тобто «головкою». Під подборіддям вузол стали зав'язувати на початку XIX століття, можливо, ця традиція прийшла з Німеччини. Траплялися також варіанти пов'язування на тімені.